# スキャロップド・フィンガーボード
スキャロップド・フィンガーボード（Scalloped Fingerboard）とは、弦楽器においてえぐれ加工を施した指板。特にエレクトリック・ギターに施されているものが有名であるため、以下では主にエレクトリックギターにおけるスキャロップド・フィンガーボードについて説明する。
「スキャロップド」という名称は、フェンダージャパンからイングヴェイ・マルムスティーンのギターの仕様をまねたストラトキャスターが発売されたとき以後の呼称である。

## 目的
この加工を施すことによって軽いタッチで押弦が可能になる、つまり「速弾きがし易くなる」ということが挙げられる。しかし実際はそれ以上に、ビブラートやチョーキングによる音程の変化が容易にできるという点のほうが大きい。イングヴェイ・マルムスティーンも、自身の教則ビデオの中でその点に触れている。また、特にハイフレットでの演奏性の向上は大きく、これを好むものも少なくない。
しかし、「少しでも強く押さえると音程が変わってしまう」というデメリットもあるので、弾きこなすにはある程度の慣れと技術を要する。また、リフレットが困難かつ高額であることや、指板が削り取られることによってネックが反りやすくなってしまう恐れなども発生し、維持の面でも困難が付きまとう。

## 種類
一口にスキャロップド・フィンガーボードといっても、加工には幾つかの種類が存在する。
6弦側が浅く、1弦に向かうにつれて深くなっていく加工
リッチー・ブラックモアの仕様はこの形状。すべて等間隔のスキャロップの場合、ローフレットのワウンド弦を強く押弦するとすぐに音程が上がってしまうため、ワウンド弦側を浅く、プレーン弦側を深くすることによって問題を解消している(但し現在発売されているフェンダー・リッチー・ブラックモア・モデルはハイ・フレットに行くにつれて6弦側も徐々に深くなり、高音部分ではイングヴェイ仕様に近いえぐり方になっている)。
1弦から6弦まで等間隔になめらかなU字状でえぐった加工
イングヴェイ・マルムスティーンのストラトキャスター等がこの仕様。現在では最もメジャーなスタイルになっている。
ちなみに、イングヴェイのものは全てのポジションで深く等間隔でえぐられているが、これは「押弦の強弱でより微細なビブラートをコントロールできるようにする」という目的も備えている。
ハイフレットのプレーン弦の部分だけを指の形状にえぐった加工
YAMAHA製のスキャロップ仕様のギターなどに採用されていた。こちらは純粋に、通常の速弾きを容易にするための加工となっている。スキャロップの効果は他とほぼ同様だが、一部分だけが凹んだような形状になっているため指板のアールが崩れず、リフレットが容易になっている。
全体を浅く加工したもの、ハイフレットのみにこの加工を施したものは、速弾き（特にスウィープ奏法）を行いやすくする目的を優先している。

## 使用者
この加工をエレクトリック・ギターに最初に施したのはリッチー・ブラックモアである。彼は「楽器店でアルバイトをしていたときに壊れたリュートが持ち込まれ、そのリュートのネックにいわゆるフレットとフレットの間の指板が中央に向かって曲線を描いて彫りこみを入れられた、えぐれ加工が施されているのを見て思いついた」と語っている。彼は自分のギターにスキャロップ加工を施すとき、まずフレットにテープを貼り、その上で指板をサンドペーパーで加工していったらしい。
リッチー・ブラックモアがはじめて、すぐにジョン・マクラフリンが同様の改造をギターに施した。1980年代にイングヴェイ・マルムスティーンが同仕様のギターを大胆に使用し、スキャロップは市民権を得る。
また、ウリ・ジョン・ロートのスカイギターにもスキャロップが施されている。
その後のギタリストでは、ポール・ギルバート、スティーヴ・ヴァイ(21f～24f)、クリス・インペリテリ、マイケル・ロメオ、キコ・ルーレイロ（12f以降）、アレキシ・ライホ（20f以降）等、ハードロックやヘヴィメタルで活躍するミュージシャンがしばしば使用している。
ベーシストではビリー・シーンがスキャロップされたベースを使用している（17f以降のみ）。
日本人でこの加工を施しているのは梶山章、太田カツ、ケリー・サイモン、大村孝佳など。ただし大村の場合は通常のスキャロップド加工とは若干異なり、深さが半分のハーフ・スキャロップを採用している。